# Clarence Gilyard Jr.
Clarence Darnell Gilyard Jr. (ur. 24 grudnia 1955 w Moses Lake, zm. 28 listopada 2022 w Las Vegas) – amerykański aktor. 
Odtwórca roli strażnika sierżanta Jamesa „Jimmy’ego” Trivette’a w serialu CBS Strażnik Teksasu (1993–2001), za którą w 2000 otrzymał nagrodę NAACP Image Awards dla najlepszego aktora drugoplanowego w serialu dramatycznym. 
Wyreżyserował jeden z odcinków serialu Strażnik Teksasu pt. „Pełne odzyskiwanie” (1999) i był producentem wykonawczym komedii sensacyjnej Boondoggle (1999). 

## Życiorys
Urodził się w Moses Lake w stanie Waszyngton jako drugi z sześciorga dzieci Barbary Stanwyck Ballard Gilyard i Clarence’a Alfreda Gilyarda seniora, oficera United States Air Force. Jego rodzina pochodziła z Nowego Orleanu w Luizjanie. Gilyard Jr. dorastał w bazach Sił Powietrznych na Hawajach, w Teksasie i na Florydzie. Wychowany głównie jako luteranin, w latach 90. stał się katolikiem.
W młodym wieku Gilyard Jr. mieszkał na przedmieściach San Bernardino w Rialto w Kalifornii, gdzie w 1974 ukończył Eisenhower High School im. Dwighta Eisenhowera. Następnie spędził rok jako kadet United States Air Force Academy, zanim opuścił służbę i rozpoczął naukę w Sterling College. Na studiach grał w piłkę nożną i został członkiem bractwa Sigma Chi. Otrzymał także stypendium tenisowe, ale porzucił szkołę przed jej ukończeniem.
Mieszkając z rodzicami podczas studiów, Gilyard Jr. nadużywał alkoholu, a czasami narkotyków. Rodzice namawiali go, aby się wyprowadził, więc wraz z przyjacielem przeniósł się do Long Beach w Kalifornii. Uczęszczał do California State University w Long Beach na kierunku aktorstwa i pracował jako kelner, szukając możliwości aktorskich. Ukończył studia licencjackie na California State University w Carson w Kalifornii.
Gilyard Jr. pracował ze współlokatorem w sklepie odzieżowym, gdzie awansował na stanowisko kierownika. Zostawił to, aby krótko pracować przy sprzedaży chemikaliów przemysłowych. W 2003 powrócił do szkoły, uzyskując tytuł magistra sztuk pięknych na wydziale teatralnym na Southern Methodist University. Od 2006 pracował jako profesor filmu i teatru w UNLV College of Fine Arts na University of Nevada w Las Vegas.
W 1979 przeniósł się do Los Angeles, gdzie rozpoczął karierę aktorską od pracy w teatrze dla dzieci. Po występie w sztuce Bleacher Bums, jeden z magazynów określił go „pierwszym czarnym aktorem, który zagrał cherleaderkę”. Wkrótce jako aktor charakterystyczny występował gościnnie w serialach, w tym Riptide (1984) jako William Collins czy sitcomie The Duck Factory (1984) z Jimem Carreyem. W ostatnim sezonie serialu telewizyjnego NBC CHiPs (1982–1983) został obsadzony w roli oficera Benjamina Webstera, u boku Erika Estrady. W 1987 wziął udział w reklamie McDonald’s. Od 19 września 1989 do 16 grudnia 1993 grał postać prywatnego detektywa Conrada McMastersa, pracującego dla Bena Matlocka (Andy Griffith) w serialu NBC Matlock.
Był dwukrotnie żonaty i miał sześcioro dzieci. Jego pierwsze małżeństwo z Catherine Dutko zakończyło się rozwodem w 1989. 25 sierpnia 2001 poślubił Elenę Castillo. Pełnił funkcję konsultanta komitetu ds. komunikacji Konferencji Biskupów Katolickich Stanów Zjednoczonych.
Zmarł 28 listopada 2022 w swoim domu w Las Vegas w stanie Nevada, po długiej chorobie w wieku 66 lat.

## Filmografia

### Filmy
- 1986: Top Gun jako porucznik marynarki Marcus „Sundown” Williams
- 1986: Karate Kid II jako G.I.
- 1988: Szklana pułapka jako Theo
- 2001: Pozostawieni w tyle jako Bruce Barnes
- 2002: Koniec jest bliski jako pastor Bruce Barnes
- 2005: Strażnik Teksasu: Próba ognia (TV) jako James „Jimmy” Trivette
- 2014: Sprawa wiary jako profesor Joseph Portland

### Seriale
- 1984: Riptide jako William Collins
- 1989–1993: Matlock jako Conrad McMaster
- 1993–2001: Strażnik Teksasu jako James „Jimmy” Trivette
- 1999: Strażnicy miasta (Sons of Thunder) jako strażnik James Trivette